# 몬스터즈 다이브
몬스터스 다이브(Monsters Dive)는 대한민국의 포스트 하드코어 밴드이다.
대한민국의 포스트 하드코어 밴드, 2011년 기타리스트이며 작곡가인 김상완을 주축으로 결성되었다. 현재 밴드는 기타리스트인 김상완, 베이시스트 김대식 으로 구성되어있다. 2018년 'Neonate' EP를 발표한 후 본격적인 활동을 시작하였다. 
초창기에는 얼터너티브 메탈, 뉴메탈 성향의 음악으로 출발하였으며, 데모들을 내놓고 있었으나 2015년 이후 포스트 하드코어로 선회하였다. 현재 밴드의 음악은 트랜스코어의 성향이 더 강하지만, 메탈코어의 영향 또한 짙게 받았다. 몬스터즈 다이브의 음악은 강렬한 코어 성향의 음악에 일렉트로니카 장르를 융합한 것이 가장 큰 특징이다.

## DISCOGRAPHY

### Single, Destroy (2015)
2015년, 밴드는 첫 번째 싱글인 "Destroy"를 발표하였다.

### Single, Intro (2016)
2016년, 밴드는 두 번째 싱글인 "Intro"를 발표하였다.

### Single, Shade (2017)
2017년, 밴드는 세 번째 싱글인 "Shade"를 발표하였다.

### Single, Hallelujah (2018)
2018년, 밴드는 네 번째 싱글인 "Hallelujah"를 발표하였다.

### EP "Neonate" (2018)
2018년, 밴드는 첫 번째 EP "Neonate"를 발표하였다.

### Single, Arsonist (2019)
2019년, 밴드는 다섯 번째 싱글인 "Arsonist"를 발표하였다.

### Studio Album, Dive or Die (2020)
2020년, Monsters Dive는 첫번째 정규 앨범인 " Dive or Die'를 발표하였다.

## MEMBER

#### 현재
- 김상완 - 기타, 프로듀서 (2011-현재)
- Large Koon (김대식) - 베이스 (2019-현재)